# 東アジア研究型大学協会
東アジア研究型大学協会（ひがしアジアけんきゅうがただいがくきょうかい、英語: The Association of East Asian Research Universities 、略称：AEARU（アイール））は、東アジア4カ国の研究型大学・研究機関で構成される連合。1996年に創立。2006年現在の加盟大学・機関数は17。事務局は韓国の浦項工科大学校に設置されている。

## 設立目的
- 学術交流と学生の交換留学を図る
- 共通カリキュラムを導入し、相互に通用する品質保証システムをつくる
- 研究施設・情報・資材を共有する
- 研究プロジェクトについて協力する
- 研究集会や国際行事に資金援助を行う
- その他の相互学術的な努力を指揮する

## 加盟大学・機関
日本
- 東京大学
- 京都大学
- 東北大学
- 大阪大学
- 東京科学大学
- 筑波大学

 中華民国
- 国立清華大学（新竹）
- 国立台湾大学（台北）

 中華人民共和国
- 復旦大学（上海）
- 中国科学技術大学（合肥）
- 清華大学（北京）
- 北京大学（北京）
- 香港科技大学（香港）
- 南京大学（南京）

 大韓民国
- 韓国科学技術院 (KAIST) （大田）
- 浦項工科大学校（浦項）
- ソウル大学校（ソウル）
- 延世大学校（ソウル）